# Abdul-Halim Szadulajev
Abdul-Halim Szadulajev (csecsenül: Садулин Абусаламин кант Абдулхалим, oroszul: Абдул-Халим Саламович Сайдулаев; 1966. június 2. – 2006. június 17.) csecsen elnök.
Aszlan Maszhadov halála után választották meg a szakadárok. Az iszlamizációt szorgalmazta mind Csecsenföldön, mind a szomszédos régiókban. Igyekezett rávenni a lázadókat, hogy ne polgári személyek ellen hajtsák végre a merényleteket, hanem katonai és rendőri célpontok ellen. 2006-ban tűzharcba keveredett orosz és oroszbarát csecsen fegyveresekkel, és életét vesztette.